# Mauritius op de Paralympische Zomerspelen 2012
Patricia Mustapha en Scody Victor waren de atleten uitkomend voor Mauritius op de Paralympische Zomerspelen 2012. Net als bij de voorgaande edities waaraan Mauritius meedeed werd ook hier geen medaille gewonnen.

## Deelnemers en resultaten

### Atletiek
Vrouwen
| Naam              | Onderdeel          | Tijd (sec) | Rang              |
| ----------------- | ------------------ | ---------- | ----------------- |
| Patricia Mustapha | Hardlopen 800m T54 | dsq        | gediskwalificeerd |

### Zwemmen
Mannen
| Naam         | Onderdeel         | Afstand (m) | Rang |
| ------------ | ----------------- | ----------- | ---- |
| Scody Victor | 50m vrije slag S9 | 34.26       | 15   |